# Guerra híbrida
Guerra híbrida (también llamado ataque híbrido, estrategia híbrida, tácticas híbridas o conflicto híbrido) es una teoría de la estrategia militar en el que se utilizan toda clase de medios y procedimientos ya sea la fuerza convencional o cualquier otro medio irregular como la insurgencia, el terrorismo, la migración, los recursos naturales e incluso otros más sofisticados mediante el empleo de las últimas tecnologías (guerra cibernética) con otros métodos de influencia como las noticias falsas, diplomacia, guerra jurídica e intervención electoral del extranjero y en las que la influencia sobre la población resulta vital. Es un nuevo tipo de guerra que "viene a dar por superada la guerra asimétrica (ejército convencional contra fuerza insurgente)". Una ventaja de esta estrategia es que el agresor puede evitar que le atribuyan el ataque (una idea en cierto modo similar a la negación plausible).
Los conflictos híbridos implican esfuerzos a diferentes niveles con el objetivo de desestabilizar un estado funcional y provocar una polarización de su sociedad. A diferencia de lo que ocurre en la guerra convencional, el “centro de gravedad” de la guerra híbrida es un sector determinado de la población. El enemigo trata de influenciar a los estrategas políticos más destacados y a los principales responsables de la toma de decisiones combinando el uso de la presión con operaciones subversivas. El agresor a menudo recurre a actuaciones clandestinas para no asumir la responsabilidad o las posibles represalias."
Es un concepto de reciente creación (2014) con una definición no precisa en la que según el autor se establecen distintos matices como por ejemplo al establecer si el empleo de los medios convencionales e irregulares se realiza de forma simultánea o no. El concepto guerra híbrida como una nueva forma de guerra no ha logrado hacerse un hueco en la Doctrina de Defensa de Estados Unidos sino que el término es usado para referirse de forma imprecisa a la complejidad del  conflicto irregular.

## Ejemplos
Como ejemplo de guerra híbrida podemos citar la guerra en el este de Ucrania. En este conflicto se unen fuerzas regulares e irregulares, desinformación y una aparatosa presencia militar en una ofensiva limitada"
En 2021 la UE y la OTAN calificaron como "ataque híbrido" la crisis migratoria entre Bielorrusia y la Unión Europea del 2021.